# Pneumatofor (zoologia)

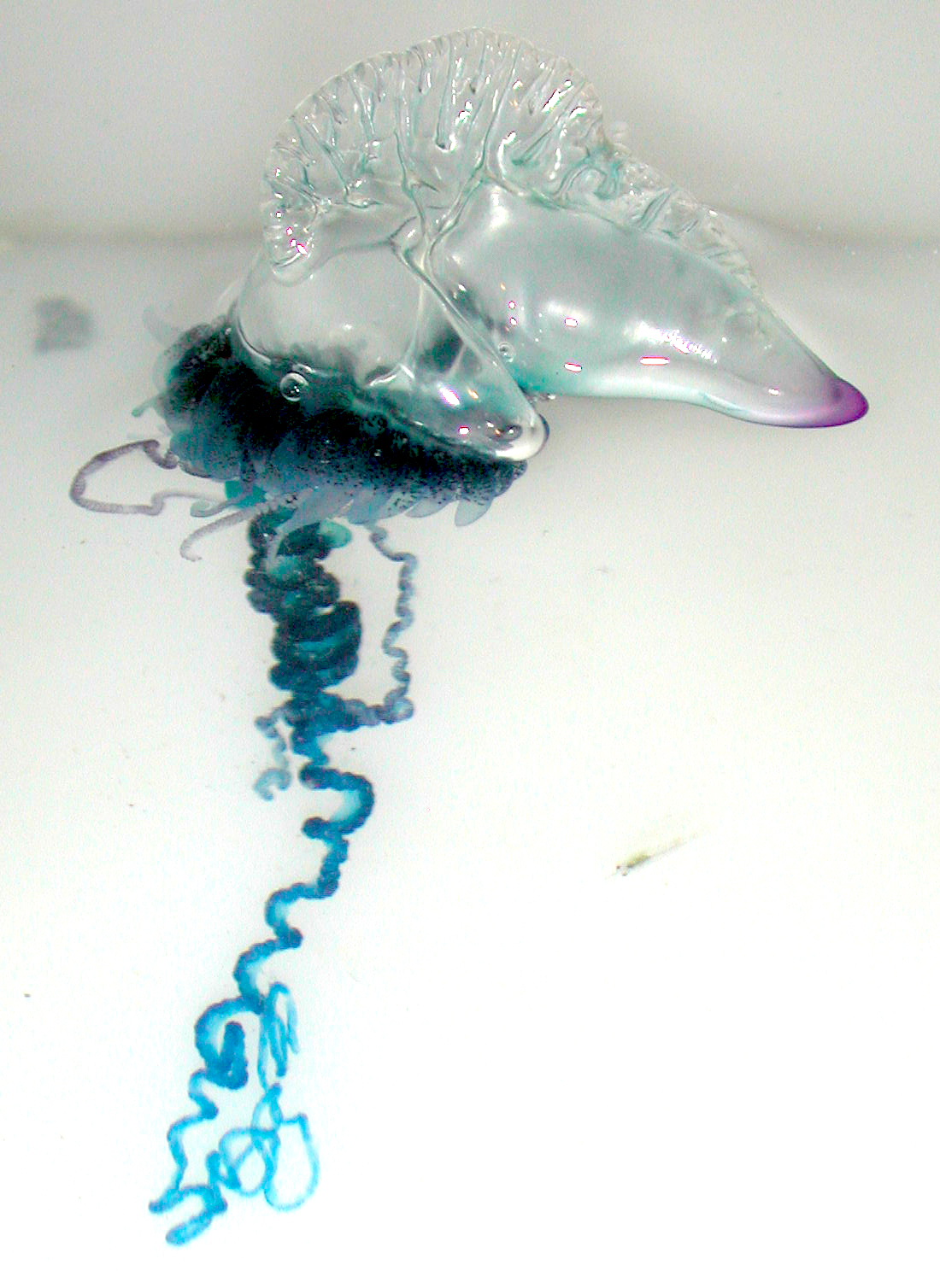
Żeglarz portugalski, kolonijny stułbiopław (rurkopław) z wielkim, zaopatrzonym w żagielek pneumatoforem, dochodzącym do 30 cm długości i 10 cm szerokości

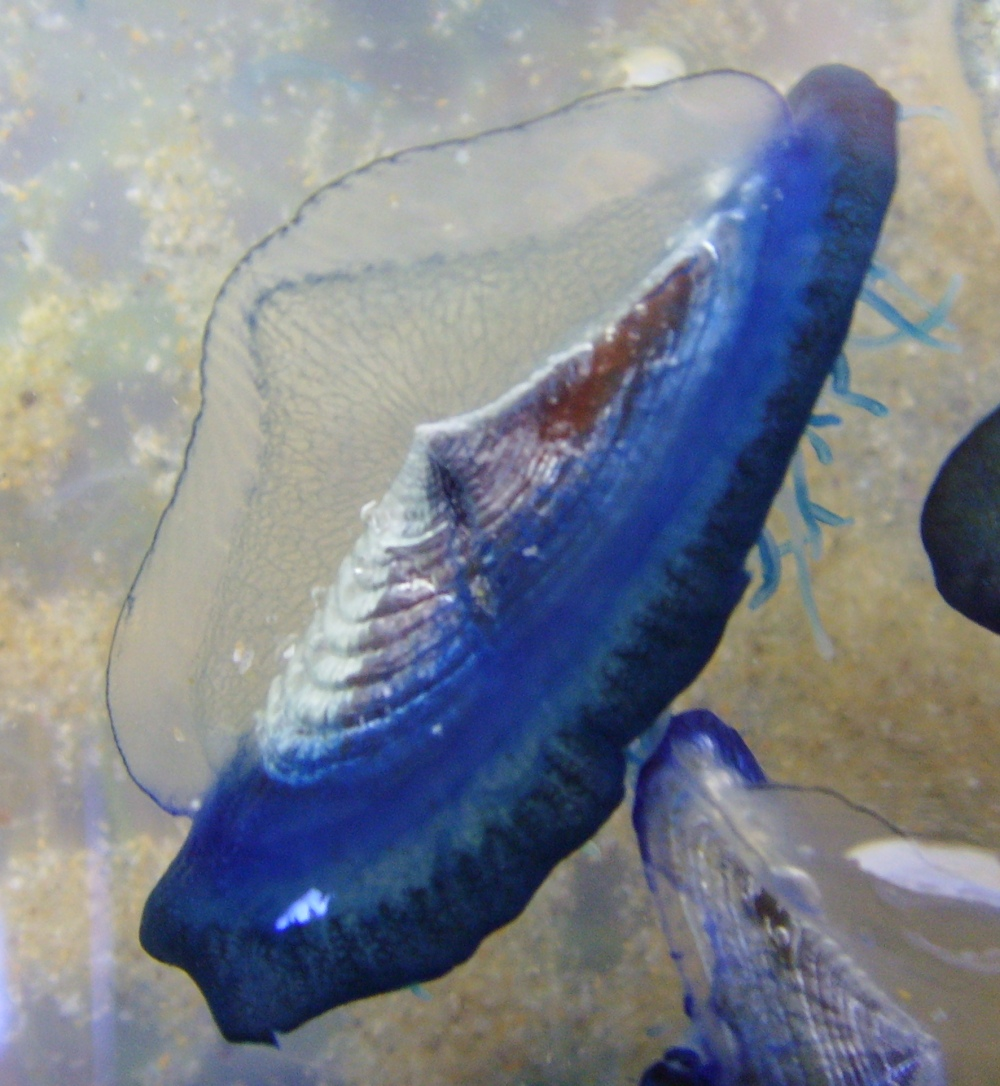
Velella velella, stułbiopław z rzędu Velellida

Pneumatofor – narząd hydrostatyczny występujący u niektórych kolonijnych parzydełkowców z gromady stułbiopławów z rzędów Velellida i rurkopławów, przy czym nie są to narządy homologiczne. Działa analogicznie do pęcherza pławnego ryb, umożliwiając przez zmianę objętości gazu regulację poziomu, na którym zawieszona jest w wodzie kolonia.
U stułbiopławów z rzędu Velellida centralną część kolonii stanowi dyskowaty hydrosom. Pneumatofor jest w takiej kolonii zmodyfikowaną, wyposażoną w żagielek lub jego pozbawioną hydromeduzą. Leży on na górnej stronie hydrosomu i zaopatrzony jest w system zatok oraz pierścieniowatych, chitynowych, srebrzyście połyskujących kanałów. Zatoki i kanały wypełnia gaz, a do pierścieni dochodzą tchawki z polipów na spodniej stronie hydrosomu.
U rurkopławów hydrosom jest rurkowaty. Pneumatofor występuje u podrzędu Cystonectina i większości przedstawicieli podrzędu Physophorina. Umiejscowiony jest na szczycie hydrosomu i jest zmodyfikowanym hydropolipem lub hydromeduzą. Kształt pneumatoforu najczęściej jest dzwonkowaty. Składa się on z jednej lub większej ilości wysłanych chityną komór gazowych, z których każda zaopatrzona jest w gruczoł gazowy zawierający komórki gazotwórcze. Skład gazu w komorach może być różny. U jednych gatunków zbliżony jest do składu powietrza, a u innych zawiera znaczną ilość argonu, a u jeszcze innych 90-procentowy udział tlenku węgla.